# 司寨乡
司寨乡，是中华人民共和国河南省新乡市延津县下辖的一个乡镇级行政单位。

## 行政区划
司寨乡下辖以下地区：
新生屯村、于庄村、前司寨村、后司寨村、东南庄村、王纸坊村、李楼村、半坡张村、袁纸坊村、郑纸坊村、前新乡屯村、后新乡屯村、曹柳洼村、郭柳洼村、岸下村、王杏庄村、小庞固村、大庞固村、高寨村、小仲村、小留固村、大留固村、尹柳洼村、张庄村、吴辛庄村、通村、平陵村和范庄村。